# Arik Einstein

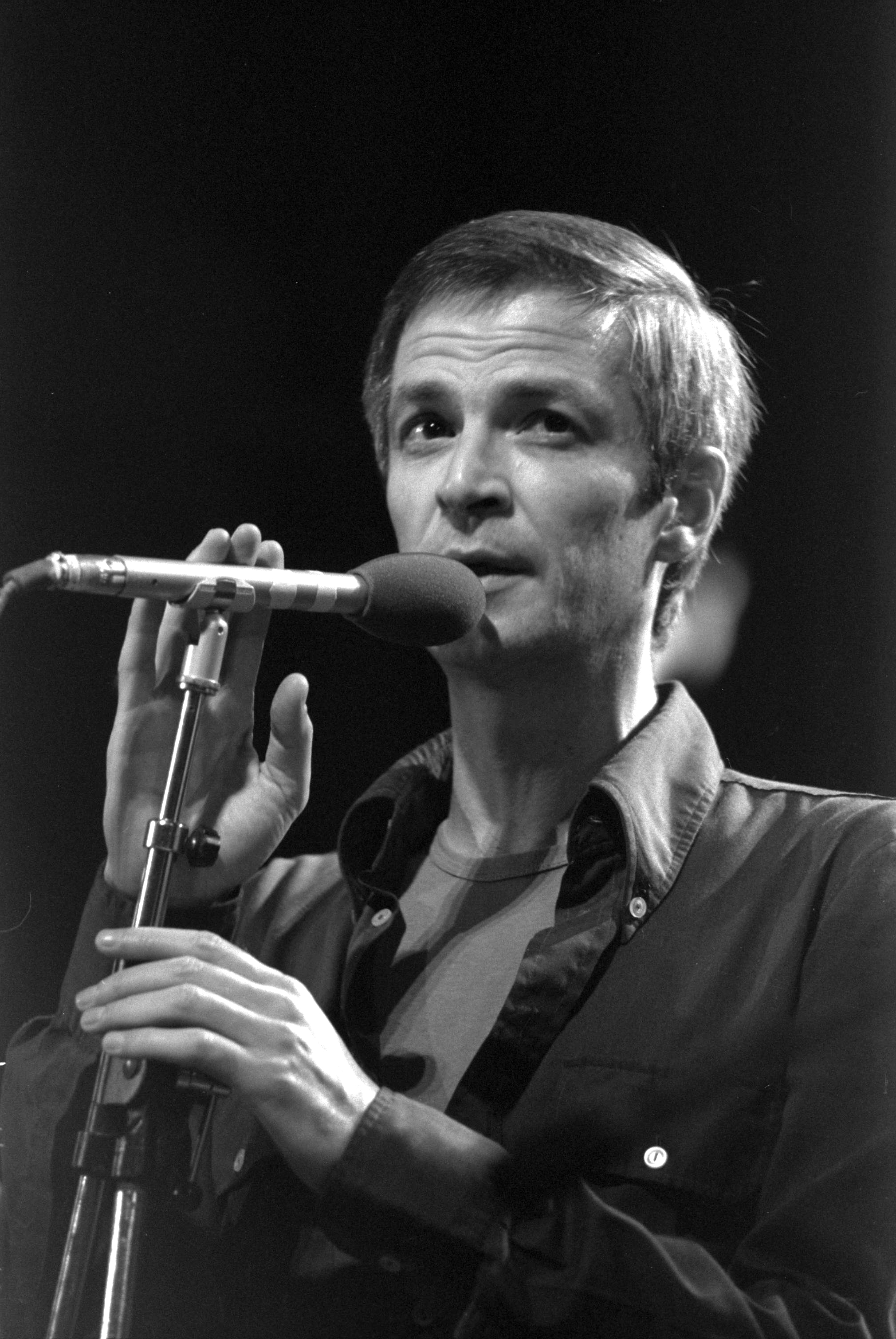
Arik Einstein en 1979.

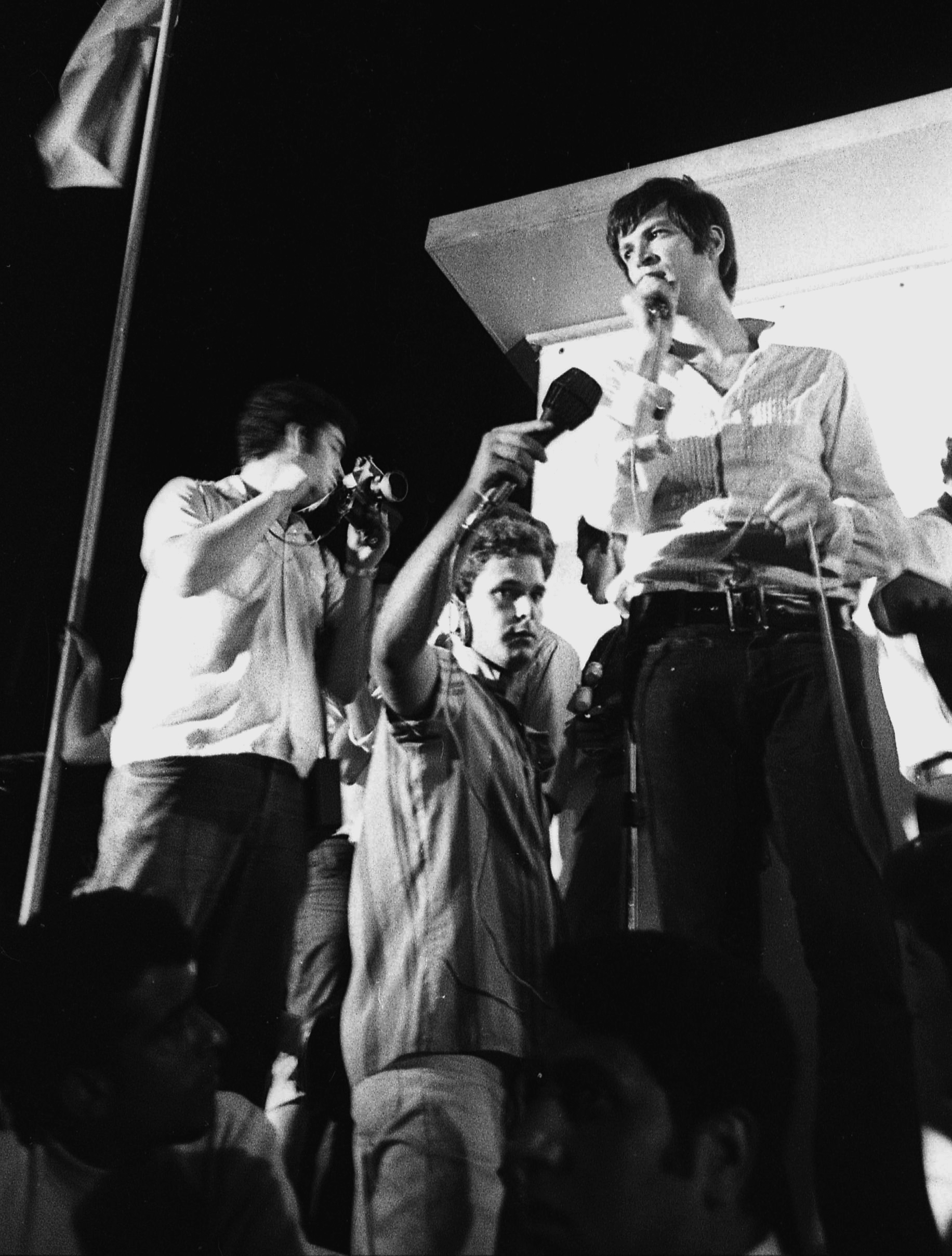
Arik Einstein 1969

Arik Einstein (en hebreo: אריק איינשטיין, Tel Aviv; 3 de enero de 1939 - Ibídem; 26 de noviembre de 2013) fue un cantante, compositor y actor israelí. Fue un pionero de la música rock israelí. Además de colaborar con Shalom Hanoch y los Churchill, también fue un vocalista de las bandas Batzal Yarok (Cebolla Verde), Shleeshiyat Gesher Hayarkon (Trío del Puente Yarkon) y Hahalonot Hagvohim (Las Altas Ventanas).
Einstein escribió la letra de muchas de sus propias canciones, entre ellas "Ani Veata" (Yo y tú), "Sa Le'at" (Conduce despacio), "Mekofef Habananot" (El que dobla las bananas), "Yoshev Al HaGader" (Sentado en la verja), "Ima Sheli" (Mi madre), y "Uf Gozal" (Vuela, pichón).

## Biografía
Arieh (Arik) Einstein nació en Tel Aviv. Su padre, Yaakov Einstein, era actor en el teatro Ohel. Einstein era campeón de salto de Israel en la secundaria.

## Discografía
- 1966 – Shar bishvileh (Cantando para ti)
- 1968 – Yashan vegamHadash (Viejo y también nuevo)
- 1968 – Mazal Gdi (Capricornio)
- 1969 – Puzi
- 1970 – Shablul (Caracol)
- 1970 – Plastelina
- 1971 – Shirey Yeladim (Canciones de niños)
- 1971 – Badeshe etzel Avigdor (At Avigdor's on the Grass)
- 1972 – Yasmin
- 1973 – Hashanim Harishonot (Los primeros años)
- 1973 – Eretz Yisrael Hayeshana veHatova (La buena vieja tierra de Israel)
- 1974 – Sa leat (Conduce despacio)
- 1975 – Shirim (Canciones)
- 1976 – Eretz Yisrael Hayeshana veHatova bet (La buena vieja tierra de Israel, segunda parte)
- 1976 – Yeladim (Niños)
- 1976 – Haahava panim rabot la (Love Has Many Faces)
- 1977 – Eretz Yisrael Hayeshana veHatova Gimel (La buena vieja tierra de Israel, tercera parte)
- 1978 – Leket (Medley)
- 1978 – Yeladudes (Kiddos)
- 1980 – Eretz Yisrael Hayeshana veHatova-Meshirey Sasha Argov (Good Old Land of Israel-Sasha Argov's Songs)
- 1980 – Hamush Bemishkafaim (Armed With Glasses)
- 1981 – Leket Leyladim (Collection for Kids)
- 1982 – Yoshev Al Hagader (Sitting on the Fence)
- 1983 – Shavir (Frágil)
- 1984 – Pesek Zman (Tiempo muerto)
- 1984 – Nostalgia-Eretz Yisrael Hayeshana veHatova (Nostalgia-Good Old Land of Israel)
- 1985 – Totzeret Haaretz (Hecho en Israel)
- 1986 – Ohev Lihiyot Babait (Love Being Home)
- 1987 – Al Gvul Haor (On the Boundary of Light)
- 1988 – meshirey Avraham Halfi (Avraham Halfi's Songs)
- 1989 – hashanim Harishonot (The First Years)
- 1989 – Haiti Paam Yeled (I was a Boy Once)
- 1992 – Nostalgia-Eretz Yisrael Hayeshana veHatova (Nostalgia-Good Old Land of Israel)
- 1992 – Haarye, Hayona, veTarnegolet Kchula (The Lion, The Dove, and a Blue Chicken)
- 1995 – Yesh bi Ahava (Hay amor en mí)
- 1996 – Ktzat lakahat Hazara (Take Back a Little)
- 1997 – Lean Parchu Haparparim (Where Have the Butterflies Gone)
- 1999 – Muscat
- 2002 – Yashan vegam Hadash-remastered (Old and also New)
- 2002 – Shemesh Retuva (Sol húmedo)
- 2004 – Shablool-remastered (Snail)
- 2004 – Shtei Gitarot, Bass, Tupim (Two Guitars, Bass, Drums)
- 2006 – Rega'im (Momentos)
- 2007 – Kol Ha Tov Shebaolam (Todas las cosas buenas del mundo)

Con Hahalonot Hagvohim:
- 1966 – Hahalonot hagvohim (Las altas ventanas)

## Libros de canciones
- 1981 – Arik Einstein: Songbook (editado por Arik Einstein y Michael Tapuach)
- 1989 – Lool (editado por Arik Einstein y Zvi Shisel)
- 1991 – Arik Einstein: Second Songbook (editado por Arik Einstein y Michael Tapuach; editor de la música: Bart Berman)
- 2006 – Arik Enstein: Zo Ota Ha-ahava (editado por Ali Mohar)